# Нанодротини

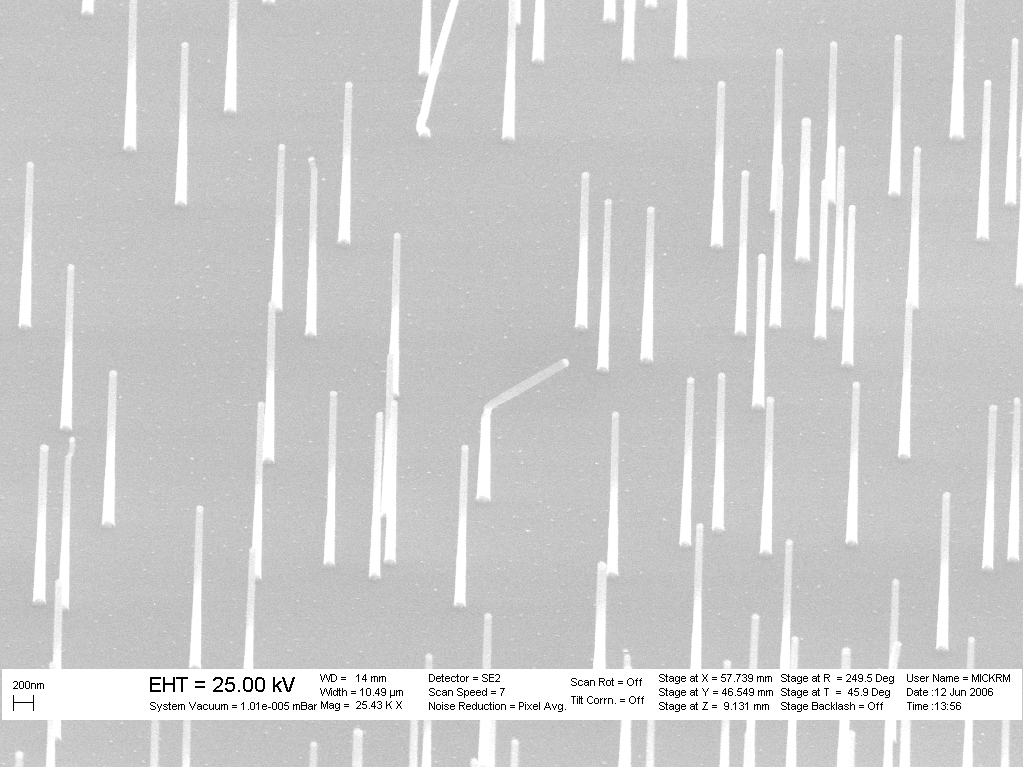
Вигляд епітаксійний нанодротин, вирощених із каталітичних золотих наночастинок під скануючим тунельним мікроскопом.

Нанодроти́ни — наноструктури з характерним поперечним розміром до 10 нанометрів і довжиною, що набагато перевищує поперечний розмір.

## Сутність
Оскільки при таких розмірах важливе значення мають квантові ефекти, нанодротини є квантовими дротинами. Для створення нанодротин використовуються методи нанотехнології.

## Різновиди
Існує багато різних типів нанодротин, деякі з них металеві (наприклад, нікелеві, платинові, золоті), інші напівпровідникові (Si, InP, GaN тощо) або з діелектричних матеріалів: (SiO2, TiO2). Молекулярні нанодротини складаються з молекулярних одиниць органічного або неорганічного походження.

## Сфери використання
Нанодротини можуть знайти використання в найближчому майбутньому як напівпровідникові компоненти в надзвичайно малих за розмірами електронних схемах.